# Beijing BJ40
Beijing BJ40 (BAIC BJ40) — внедорожник, выпускаемый с 2013 года BAIC Motor.
Линейка модели включает 3-дверную версию BJ40, удлинённую 5-дверную версию BJ40 Plus и короткий пикап F40.
Сборка 5-дверной версии BJ40 Plus с 2023 года ведётся в России на заводе «Автотор».

## История
Модель дебютировала как концепт во время Пекинского автосалона в апреле 2010 года.
Серийный трехдверный вариант BJ40 был представлен на автосалоне в Гуанчжоу в ноябре 2013 года и с декабря 2013 года поступил в продажу в Китае.
Пятидверная версия BJ40L была представлена на автосалоне в Шанхае в апреле 2015 года и поступила в продажу в Китае в апреле 2016 года.
В 2018 году проведён рестайлинг, 5-дверная версия переименована в BJ40 Plus. В сентябре 2019 года представлена версия пикап F40.
Трёхдверная версия BJ40 выпускается в четырёх комплектациях: BJ40 S (Super), BJ40 P (Professional), BJ40 C (City) и BJ40 SE (Special Edition).
Также выпускались спецверсии модели — в 2019 году BJ40 City Hunter Edition, в 2020 году внедорожная Beijing Off-Road и юбилейная BJ40 Tribute 2020.
| Год  | Объём продаж |
| ---- | ------------ |
| 2014 | 600          |
| 2015 | 3 849        |
| 2016 | 9 217        |
| 2017 | 19 329       |
| 2018 | 24 458       |
| 2019 | 20 392       |
| 2020 | 14 230       |
| 2021 | 25 286       |
| 2022 | 24 702       |

## Описание
Подвеска: рамное шасси, спереди — независимая двухрычажка с продольными торсионами, которые крепятся к нижним рычагам, сзади — неразрезной мост с пружинами.
Первоначально оснащался 2,4-литровым бензиновым двигателем мощностью 143 л. с. В 2016 году этот двигатель был заменён 2,0-литровым бензиновым двигателем мощностью 204 л. с. (лицензионный от Saab 9-5, ещё в 2009 году все права на эту модель приобрёл концерн BAIC.) и 2,3-литровым бензиновым двигателем мощностью 250 л. с.. В 2019 году в гамму добавлен 2,0-литровый дизельный турбомотор мощностью 225 л. с.
Коробка передач — 5- или 6-ступенчатые механические, а также 6-ступенчатый «автомат» Aisin и для дизельного варианта 8-ступенчатый «автомат» ZF.
Привод — полный, с «понижайкой» и жестко подключаемым полным приводом.

## Галерея

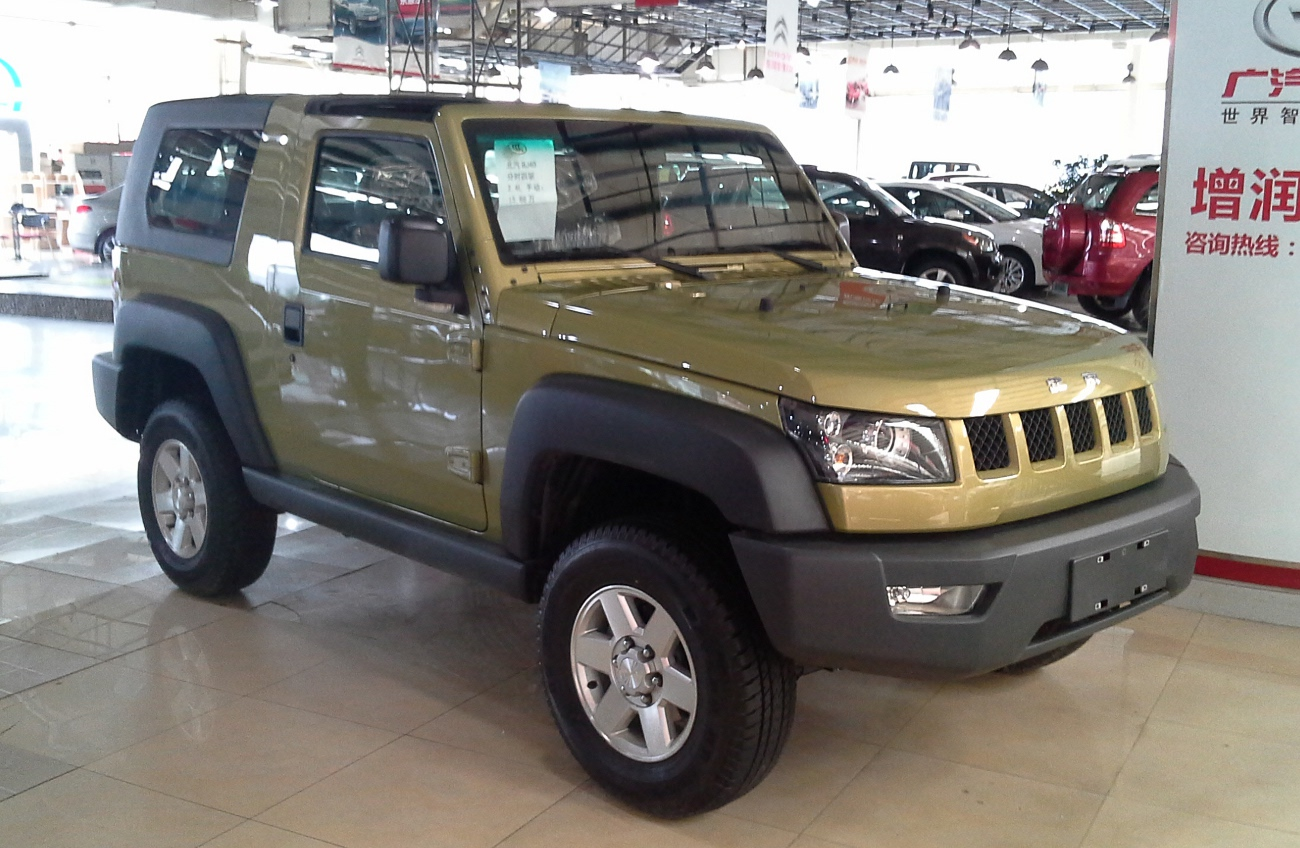
до рестайлинга, 2013-2018
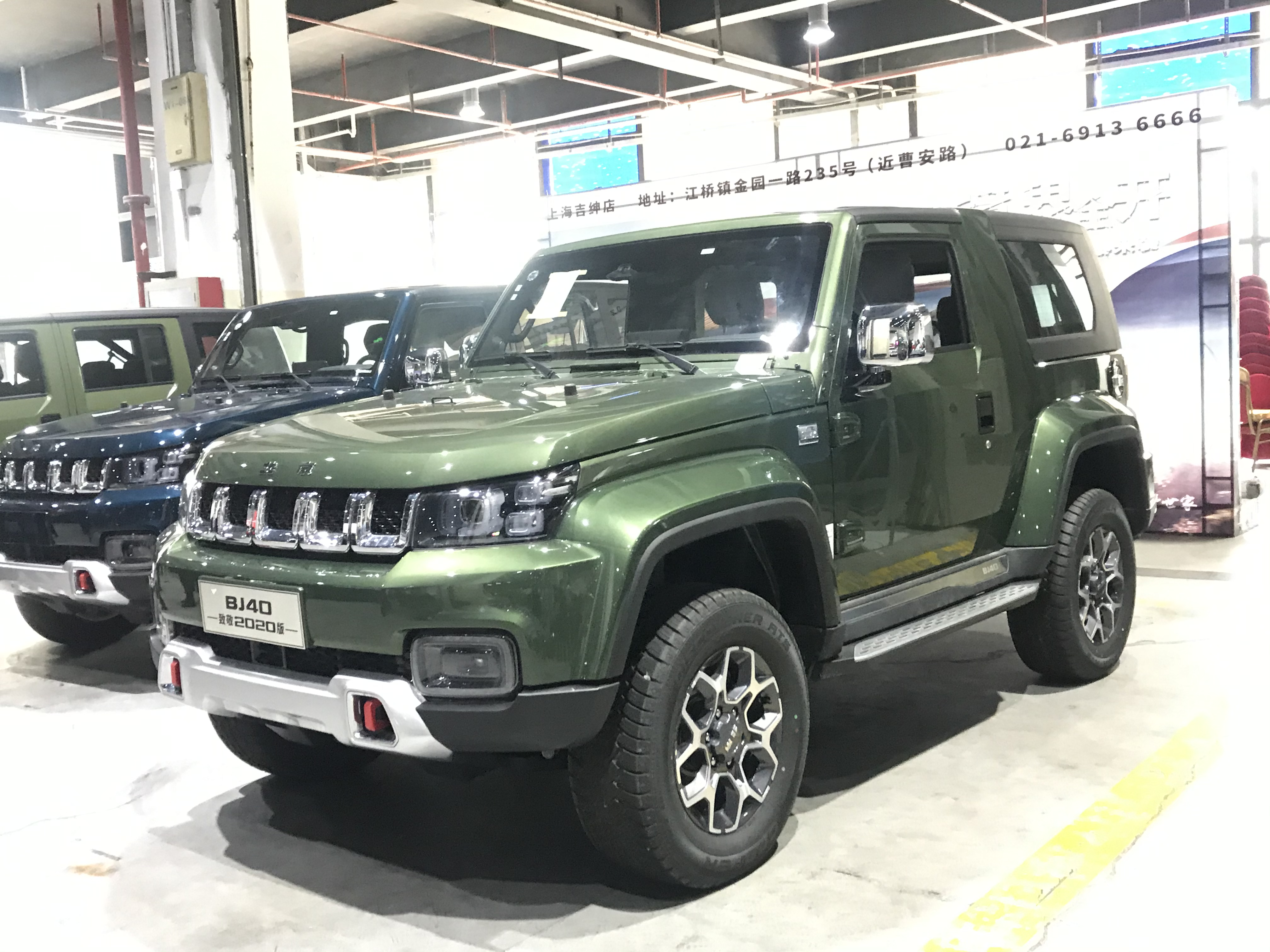
после рестайлинга 2018 года
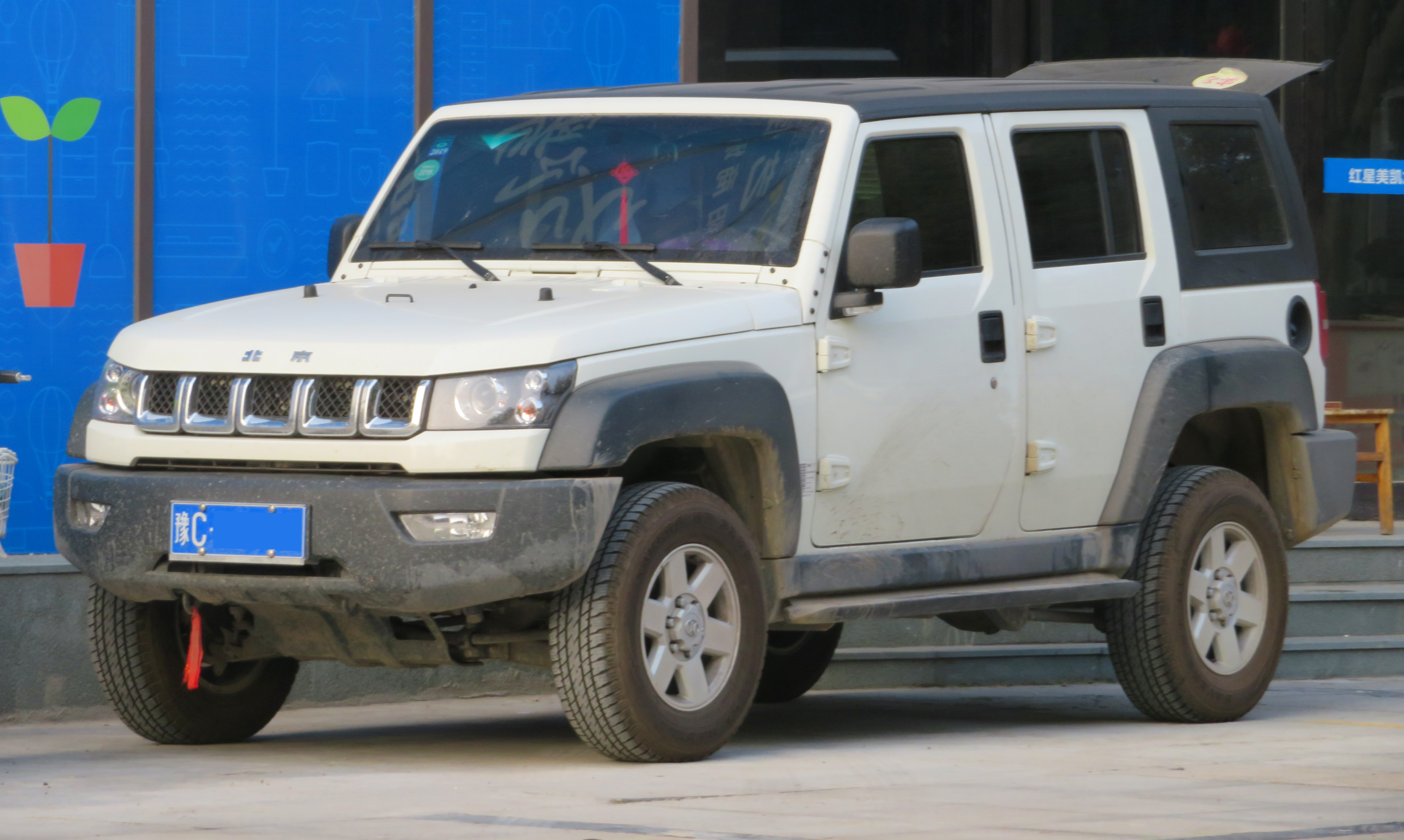
BJ40 L, до рестайлинга, 2016-2018
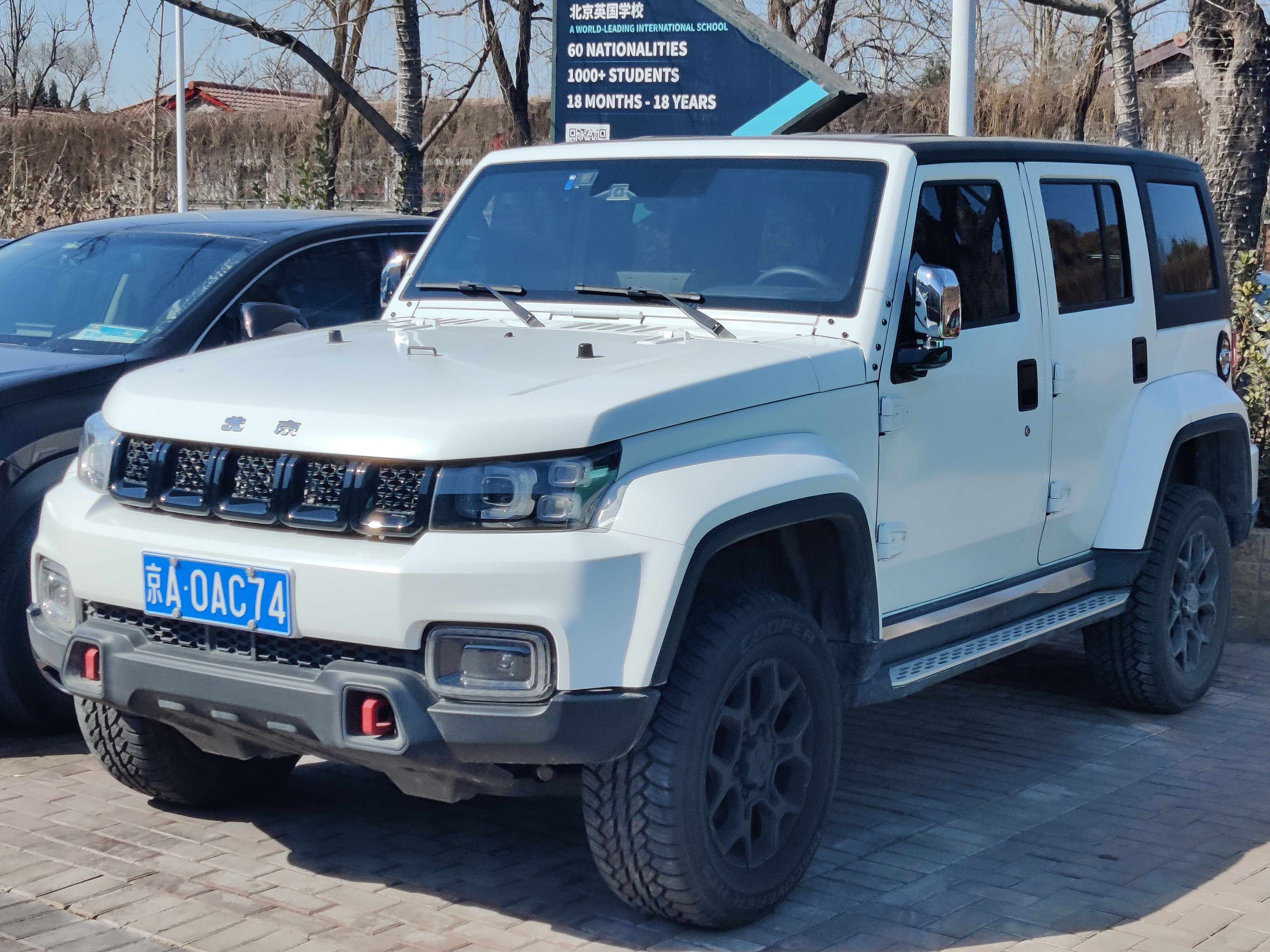
BJ40 Plus, рестайлинг 2018 года

## На внешних рынках

### В Германии
В 2016 году в Германии предлагался с 2,3-литровым бензиновым двигателем мощностью 250 л. с. и «автоматом»: 3-дверный — от 27 280 евро, 5-дверный — от 35 610 евро.

### В России
В России по схеме параллельного импорта 3-дверная модель BJ40 S появилась в конце 2022 года, предлагалась от 2 545 000 до 3 784 000 рублей.
В апреле 2023 года сборка 5-дверной версии BJ40 Plus начата на калининградском заводе «Автотор», в продажу поступил по цене 3 760 000 рублей.
В 2024 году в продажу поступила лимитированная партия из серии Champion, в Россию пришло всего лишь 50 автомобилей, в эксклюзивном сером матовом цвете, цена 4 млн 500 тыс. рублей.

## Второе поколение

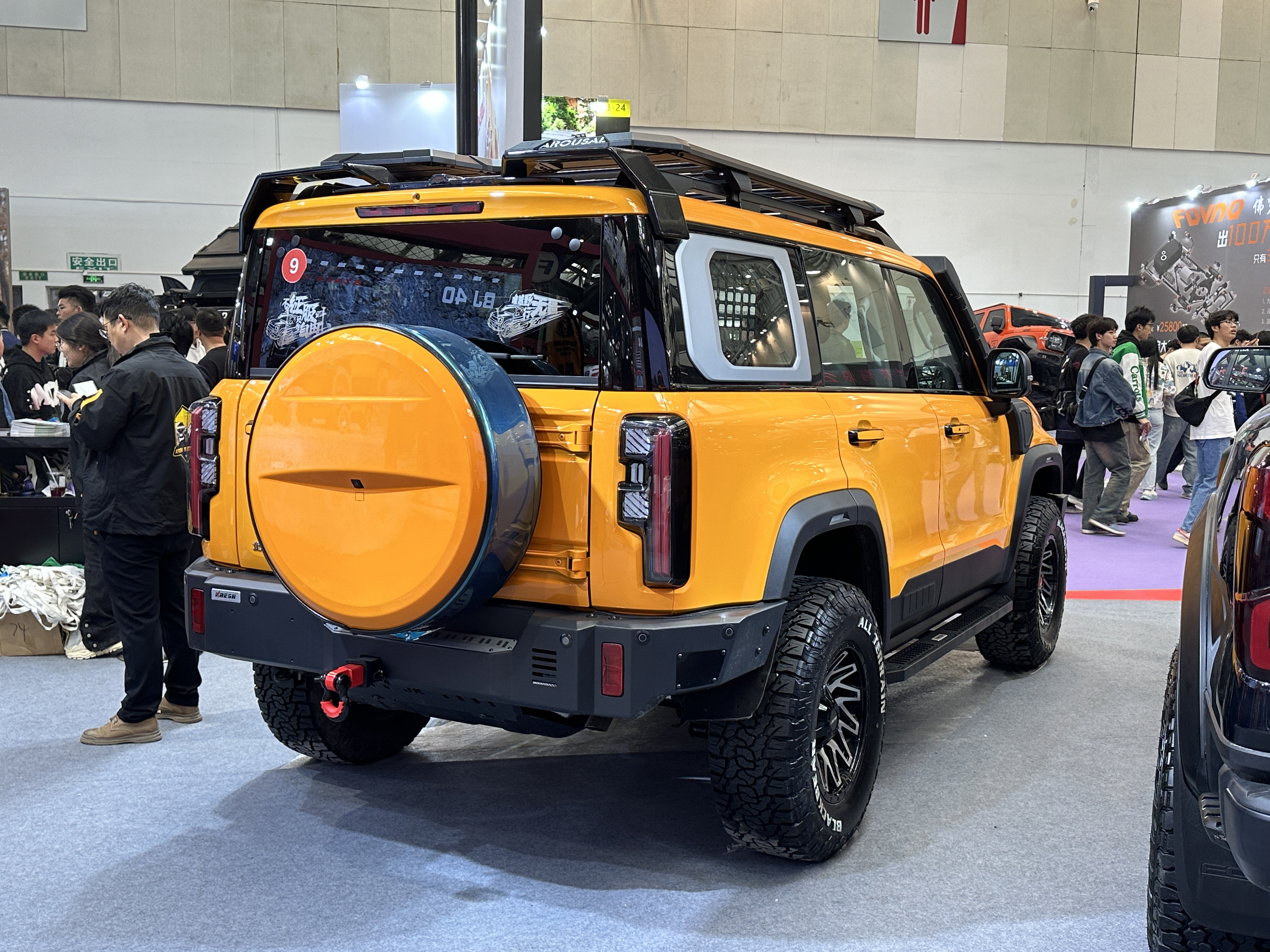
BAIC BJ40 Второе поколение

Второе поколение было представлено в августе 2023 года. По сравнению с четырехдверной машиной первого поколения новый BJ40 вырос по всем измерениям: длина — 4790 мм (плюс 145 мм), ширина — 1940 мм (плюс 15 мм), высота — 1895 мм (плюс 24 мм). Колесная база растянута с 2745 до 2760 мм. Разделенная на пять секций решетка радиатора теперь растянута во всю ширину передка, а боковые секции полностью заняты фарами. Снять панели крыши больше нельзя, зато теперь есть «панорама» со сдвижной секцией.